# 内志
内志（阿拉伯语：نجد，羅馬化：Najd，意为“高地”），又称奈季德、纳季德，是涵蓋阿拉伯半岛地理中心的地區，位於沙烏地阿拉伯境內，是該國首都利雅德的所在地，同時也擁有該國近三分之一的人口。

## 地理

### 內志的边界
阿拉伯语內志为高地之意，曾经指阿拉伯半岛的多个地区。然而，其中最著名的是中心地区，其西面是汉志山脉和也门山脉，其东面为历史上的巴林省。

### 地形学
內志为一个高原，其海拔为762米到1525米，从西向东逐渐下降。东部是绿洲居住区，其余地区零星地居住着游牧的贝都因人。主要的地形特点包括北部的Aja山脉和Salma山脉。Tweig山脉从北到南穿过內志中部。

## 主要城市
內志最大的城市为利雅德，也是沙特阿拉伯最大的城市，2005年人口超过425万。其他主要城市包括Buraydah（505,000人）、哈伊勒（267,005人）和Unaizah（128,930人）。 